# Engelskgræs (slægt)
Slægten Engelskgræs (Armeria) er udbredt i Europa med nogle få arter, som ligner hinanden meget. Her omtales kun den ene art, som er vildtvoksende i Danmark.
| Arter |

- Engelskgræs (Armeria maritima)